# 교육을 받을 권리

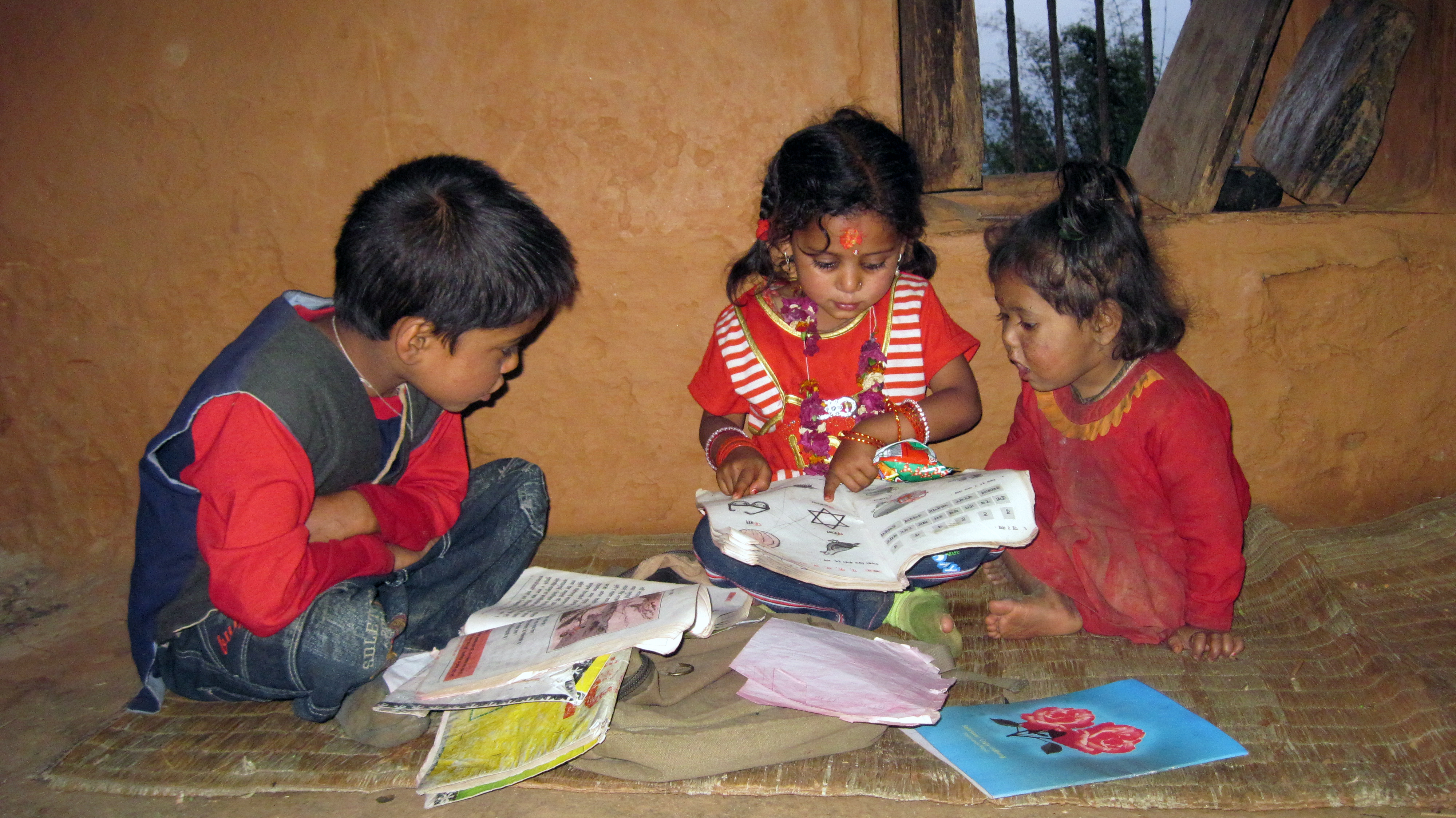

교육을 받을 권리는 교육을 받는 것을 요구할 수 있는 권리를 말한다. 2019년에 전 세계적으로 약 2억 6천만 명의 어린이가 학교 교육을 받지 못했고 사회적 불평등이 주요 원인이었다.
인권 측정 이니셔티브(Human Rights Measurement Initiative)는 전 세계 국가의 소득 수준에 따라 교육받을 권리를 측정한다.

## 같이 보기
- 학문의 자유
- 경제적, 사회적, 문화적 권리
- 교육
- 교육공학
- 여성 교육
- 무상교육
- 평생교육
- 문해
- OER
- 교육학
- 장학금
- 세계교육포럼